# Borský Mikuláš
Borský Mikuláš (mađ. Búrszentmiklós) je naseljeno mjesto u okrugu Senica, u Trnavskom kraju, Slovačka.

## Stanovništvo
| Godina:     | 1993. | 2003.   | 2013.   | 2023.   |
| ----------- | ----- | ------- | ------- | ------- |
| Broj ljudi: | 3802  | 3857    | 3939    | 4020    |
| Razlika:    |       | +1,44 % | +2,12 % | +2,05 % |

| Godina:     | 2022. | 2023.   |
| ----------- | ----- | ------- |
| Broj ljudi: | 4005  | 4020    |
| Razlika:    |       | +0,37 % |

Prema podacima o broju stanovnika iz 2023. godine naselje je imalo 4020 stanovnika.

## Vanjske poveznice
- Službena stranica naselja (sl.)